# Aphelonema solitaria
Aphelonema solitaria är en insektsart som beskrevs av Ball 1935. Aphelonema solitaria ingår i släktet Aphelonema och familjen Caliscelidae. Inga underarter finns listade i Catalogue of Life.